# Vieillecour (hrad)
Hrad Vieillecour je stavba na území obce Saint-Pierre-de-Frugie v Dordogne. Stojí asi dva kilometry od centra městečka v blízkosti potoka Valouse.
Hlavní obdélníkový objekt má čtyři kruhové věže a je obklopen suchým příkopem. K hradu patří ještě jedna samostatná kruhová a jedna hranolová věž.

## Historie
Místo je spjato se svatým Vaastem z Arrasu, jako jedno z možných rodišť. Útočiště zde nalezl zraněný Richard Lví srdce po bitvě u Châlus v roce 1199. V roce 1372 zde několik týdnů sídlil Bertrand du Guesclin.
Mezi monument historique byl zapsán v roce 1946.